# Puchar Albanii w piłce siatkowej mężczyzn (2022/2023)
Puchar Albanii w piłce siatkowej mężczyzn 2022/2023 – 68. edycja siatkarskiego Pucharu Albanii zorganizowana przez Albański Związek Piłki Siatkowej (Federata Shqiptare e Volejbollit, FSHV). Zainaugurowana została 18 listopada 2022 roku.
Rozgrywki składały się z fazy grupowej, półfinałów i finału. Brały w nich udział drużyny uczestniczące w mistrzostwach Albanii.
W fazie grupowej drużyny podzielone zostały na dwie grupy, w których rozegrały między sobą po jednym meczu. Z każdej grupy dwa najlepsze zespoły awansowały do półfinałów. W półfinałach rywalizacja toczyła się w parach w formie dwumeczów. Zwycięzcy półfinałów rozegrali jedno finałowe spotkanie.
Finał odbył się 11 marca 2023 roku w hali sportowej przy 9-letniej szkole Farkë e Vogël w Tiranie. Po raz dziewiąty Puchar Albanii zdobył klub Tirana, pokonując w finale zespół Erzeni.

## System rozgrywek
Rozgrywki o Puchar Albanii w sezonie 2022/2023 składały się z fazy grupowej, półfinałów i finału.
W fazie grupowej drużyny w drodze losowania podzielone zostały na dwie grupy (A i B). W każdej grupie rozegrały one między sobą po jednym meczu. Do półfinałów awansowały po dwie najlepsze drużyny z każdej z grup.
Półfinałowe pary powstały zgodnie z poniższym kluczem:
- para 1: A1 – B2;
- para 2: B1 – A2.

Rywalizacja w parach toczyła się w postaci dwumeczów. O awansie decydowała większa liczba zdobytych punktów. Za zwycięstwo 3:0 lub 3:1 drużyna otrzymywała 3 punkty, za zwycięstwo 3:2 – 2 punkty, za porażkę 2:3 – 1 punkt, natomiast za porażkę 1:3 lub 0:3 – 0 punktów. Jeżeli po rozegraniu dwumeczu obie drużyny zdobyły taką samą liczbę punktów, o awansie decydował tzw. złoty set grany do 15 punktów z dwoma punktami przewagi jednej z drużyn. Gospodarzem pierwszego meczu w parze był zespół, który w fazie grupowej zajął 2. miejsce w grupie.
Zwycięzcy półfinałów grali mecz finałowy o Puchar Albanii.

## Drużyny uczestniczące
| Mistrzostwa Albanii (8 drużyn) | Mistrzostwa Albanii (8 drużyn) |
| ------------------------------ | ------------------------------ |
| Elbasani                       | faza grupowa                   |
| Erzeni                         | finał                          |
| Partizani Tirana               | półfinał                       |
| Skënderbeu Korcza              | faza grupowa                   |
| Studenti Tirana                | faza grupowa                   |
| Teuta Durrës                   | faza grupowa                   |
| Tirana                         | zwycięstwo                     |
| Vllaznia Szkodra               | półfinał                       |

## Rozgrywki

### Faza grupowa
awans do półfinału

#### Grupa A
Tabela
| Lp. | Drużyna           | Pkt | Mecze | Mecze   | Mecze   | Sety | Sety | Sety  | Małe punkty | Małe punkty | Małe punkty |
| Lp. | Drużyna           | Pkt | M     | W (3:2) | P (2:3) | wyg. | prz. | ratio | zdob.       | str.        | ratio       |
| --- | ----------------- | --- | ----- | ------- | ------- | ---- | ---- | ----- | ----------- | ----------- | ----------- |
| 1   | Tirana            | 9   | 3     | 3 (0)   | 0 (0)   | 9    | 0    | MAX   | 227         | 170         | 1.335       |
| 2   | Vllaznia Szkodra  | 5   | 3     | 2 (1)   | 1 (0)   | 6    | 5    | 1.200 | 230         | 220         | 1.045       |
| 3   | Skënderbeu Korcza | 4   | 3     | 1 (0)   | 2 (1)   | 5    | 7    | 0.714 | 267         | 267         | 1.000       |
| 4   | Elbasani          | 0   | 3     | 0 (0)   | 3 (0)   | 1    | 9    | 0.111 | 180         | 247         | 0.729       |

Źródło: FSHV – Data Project
Punktacja: 3:0 i 3:1 – 3 pkt; 3:2 – 2 pkt; 2:3 – 1 pkt; 1:3 i 0:3 – 0 pkt
Zasady ustalania kolejności: 1. liczba punktów; 2. liczba zwycięstw; 3. stosunek setów; 4. stosunek małych punktów; 5. bilans w bezpośrednich meczach
Wyniki spotkań
| 18.11.2022 14:00 (UTC+1) | Vllaznia Szkodra | 3:2 (14:25, 26:24, 25:13, 23:25, 15:13) | Skënderbeu Korcza | Pallati i sportit "Qazim Dërvishi", Szkodra Widzów: 254 Sędziowie: Enri Zenullari i Konalsi Gjoka |

| 19.11.2022 19:00 (UTC+1) | Tirana | 3:0 (25:18, 25:16, 25:14) | Elbasani | Pallati i sportit "Farie Hoti", Tirana Widzów: brak danych Sędziowie: Ardit Nurja i Edison Kurti |

| 03.12.2022 17:00 (UTC+1) | Elbasani | 1:3 (20:25, 25:22, 21:25, 21:25) | Skënderbeu Korcza | Pallati i sportit "Tomorr Sinani", Elbasan Widzów: 30 Sędziowie: Klement Agolli i Ergi Papamihali |

| 03.12.2022 19:00 (UTC+1) | Tirana | 3:0 (25:13, 25:20, 25:19) | Vllaznia Szkodra | Pallati i sportit "Farie Hoti", Tirana Widzów: brak danych Sędziowie: Tedi Zguri i Anxhelo Brokaj |

| 07.12.2022 15:00 (UTC+1) | Skënderbeu Korcza | 0:3 (25:27, 23:25, 22:25) | Tirana | Pallati i sportit "Tamara Nikolla", Korcza Widzów: 200 Sędziowie: Klement Agolli i Ardit Nurja |

| 07.12.2022 16:00 (UTC+1) | Vllaznia Szkodra | 3:0 (25:15, 25:21, 25:9) | Elbasani | Pallati i sportit "Qazim Dërvishi", Szkodra Widzów: 345 Sędziowie: Konalsi Gjoka i Kastriot Tota |

#### Grupa B
Tabela
| Lp. | Drużyna          | Pkt | Mecze | Mecze   | Mecze   | Sety | Sety | Sety  | Małe punkty | Małe punkty | Małe punkty |
| Lp. | Drużyna          | Pkt | M     | W (3:2) | P (2:3) | wyg. | prz. | ratio | zdob.       | str.        | ratio       |
| --- | ---------------- | --- | ----- | ------- | ------- | ---- | ---- | ----- | ----------- | ----------- | ----------- |
| 1   | Erzeni           | 8   | 3     | 3 (1)   | 0 (0)   | 9    | 3    | 3.000 | 274         | 219         | 1.251       |
| 2   | Partizani Tirana | 7   | 3     | 2 (0)   | 1 (1)   | 8    | 4    | 2.000 | 267         | 229         | 1.166       |
| 3   | Teuta Durrës     | 3   | 3     | 1 (0)   | 2 (0)   | 3    | 6    | 0.500 | 173         | 216         | 0.801       |
| 4   | Studenti Tirana  | 0   | 3     | 0 (0)   | 3 (0)   | 2    | 9    | 0.222 | 215         | 265         | 0.811       |

Źródło: FSHV – Data Project
Punktacja: 3:0 i 3:1 – 3 pkt; 3:2 – 2 pkt; 2:3 – 1 pkt; 1:3 i 0:3 – 0 pkt
Zasady ustalania kolejności: 1. liczba punktów; 2. liczba zwycięstw; 3. stosunek setów; 4. stosunek małych punktów; 5. bilans w bezpośrednich meczach
Wyniki spotkań
| 18.11.2022 15:00 (UTC+1) | Partizani Tirana | 3:1 (18:25, 25:19, 25:14, 25:18) | Studenti Tirana | Pallati i sportit "Asllan Rusi", Tirana Widzów: brak danych Sędziowie: Tedi Zguri i Ergi Papamihali |

| 19.11.2022 18:00 (UTC+1) | Erzeni | 3:0 (25:19, 25:15, 25:13) | Teuta Durrës | Pallati i sportit "Dhimitraq Goga", Xhafzotaj (Durrës) Widzów: brak danych Sędziowie: Klement Agolli i Enea Dusha |

| 03.12.2022 15:00 (UTC+1) | Studenti Tirana | 0:3 (16:25, 23:25, 27:29) | Teuta Durrës | Palestra në Shkollën 9-vjeçare Farkë e Vogël, Tirana Widzów: brak danych Sędziowie: Roland Mujo i Tedi Zguri |

| 03.12.2022 19:00 (UTC+1) | Partizani Tirana | 2:3 (25:23, 24:26, 25:17, 19:25, 6:15) | Erzeni | Pallati i sportit "Asllan Rusi", Tirana Widzów: brak danych Sędziowie: Endri Zguri i Enea Dusha |

| 07.12.2022 17:00 (UTC+1) | Erzeni | 3:1 (25:23, 18:25, 25:14, 25:11) | Studenti Tirana | Pallati i sportit "Dhimitraq Goga", Xhafzotaj (Durrës) Widzów: brak danych Sędziowie: Tedi Zguri i Anxhelo Brokaj |

| 07.12.2022 17:00 (UTC+1) | Teuta Durrës | 0:3 (18:25, 14:25, 15:25) | Partizani Tirana | Pallati i sportit "Ramazan Njala", Durrës Widzów: 35 Sędziowie: Enea Dusha i Roland Mujo |

### Półfinały
|  | Tirana | 5 – 1 | Partizani Tirana |  |

| 08.02.2023 18:00 (UTC+1) | Partizani Tirana | 1:3 (22:25, 22:25, 25:22, 22:25) | Tirana | Parku Olimpik "Feti Borova", Tirana Widzów: brak danych Sędziowie: Tedi Zguri i Enri Zenullari |

| 15.02.2023 19:00 (UTC+1) | Tirana | 3:2 (20:25, 25:23, 23:25, 25:22, 15:11) | Partizani Tirana | Pallati i sportit "Farie Hoti", Tirana Widzów: brak danych Sędziowie: Endri Zguri i Enri Zenullari |

|  | Erzeni | 6 – 0 | Vllaznia Szkodra |  |

| 08.02.2023 18:00 (UTC+1) | Vllaznia Szkodra | 0:3 (23:25, 23:25, 21:25) | Erzeni | Pallati i sportit "Qazim Dërvishi", Szkodra Widzów: 241 Sędziowie: Roland Mujo i Edison Kurti |

| 15.02.2023 17:00 (UTC+1) | Erzeni | 3:0 (25:13, 25:20, 25:18) | Vllaznia Szkodra | Pallati i sportit "Dhimitraq Goga", Xhafzotaj (Durrës) Widzów: brak danych Sędziowie: Edison Kurti i Enea Dusha |

### Finał
| 11.03.2023 19:00 (UTC+1) | Tirana | 3:1 (25:18, 26:28, 25:21, 25:19) | Erzeni | Palestra në Shkollën 9-vjeçare Farkë e Vogël, Tirana Widzów: brak danych Sędziowie: Enri Zenullari i Tedi Zguri |